# Чемпионат СССР по хоккею с мячом 1969/1970
22-й чемпионат СССР по хоккею с мячом проходил с 20 ноября 1969 года по 18 марта 1970 года.
Количество команд высшей лиги было сокращено до 15. Сыграно 210 матчей, в них забито 1240 мячей.
Чемпионом СССР стала команда «Динамо» (Москва).

## Первая группа класса «А»
| М  | Команда                            | 1        | 2        | 3        | 4       | 5       | 6        | 7       | 8       | 9       | 10      | 11       | 12       | 13       | 14      | 15       | В  | Н  | П  | Мячи            | О  |
| -- | ---------------------------------- | -------- | -------- | -------- | ------- | ------- | -------- | ------- | ------- | ------- | ------- | -------- | -------- | -------- | ------- | -------- | -- | -- | -- | --------------- | -- |
| 1  | «Динамо» (Москва)                  |          | 3:4 4:2  | 5:3 6:2  | 2:3 3:2 | 7:1 4:3 | 11:1 3:3 | 4:0 4:1 | 5:2 6:2 | 7:1 2:3 | 3:4 6:3 | 5:1 10:4 | 6:1 10:2 | 8:2 4:2  | 5:1 5:2 | 7:0 9:0  | 23 | 1  | 4  | 154 — 55 = + 99 | 47 |
| 2  | СКА (Хабаровск)                    | 2:4 4:3  |          | 5:1 1:2  | 6:4 2:5 | 4:0 2:3 | 5:2 1:2  | 5:2 2:3 | 6:0 8:4 | 3:2 3:2 | 8:1 6:3 | 4:4 4:0  | 15:3 3:3 | 12:2 2:1 | 4:3 3:2 | 5:0 4:1  | 20 | 2  | 6  | 129 — 62 = + 67 | 42 |
| 3  | СКА Свердловск)                    | 2:6 3:5  | 2:1 1:5  |          | 5:3 2:2 | 5:0 1:2 | 4:0 2:3  | 6:5 4:2 | 9:1 2:0 | 2:0 5:3 | 2:3 3:3 | 13:1 3:2 | 9:2 5:2  | 4:3 8:1  | 3:2 9:2 | 14:2 3:0 | 20 | 2  | 6  | 131 — 61 = + 70 | 42 |
| 4  | «Динамо» (Алма-Ата)                | 2:3 3:2  | 5:2 4:6  | 2:2 3:5  |         | 3:1 4:5 | 4:2 2:0  | 4:3 5:5 | 2:2 1:2 | 6:1 +:− | 8:2 1:1 | 4:2 1:2  | 5:2 2:2  | 4:2 2:5  | 3:1 5:0 | 6:2 7:1  | 16 | 5  | 7  | 98 — 63 = + 35  | 37 |
| 5  | «Шахтёр» (Кемерово)                | 3:4 1:7  | 3:2 0:4  | 2:1 0:5  | 5:4 1:3 |         | 2:1 1:1  | 3:1 0:3 | 2:2 1:1 | 2:2 3:1 | 3:1 0:0 | 3:2 2:6  | 3:2 5:0  | 2:1 3:0  | 2:1 2:1 | 4:1 2:2  | 15 | 6  | 7  | 60 — 59 = + 1   | 36 |
| 6  | «Уральский трубник» (Первоуральск) | 3:3 1:11 | 2:1 2:5  | 3:2 0:4  | 0:2 2:4 | 1:1 1:2 |          | 6:2 3:3 | 4:3 3:3 | 2:2 2:2 | 5:0 4:3 | 1:1 4:3  | 4:1 2:3  | 1:2 3:3  | 4:1 3:1 | 2:2 1:1  | 10 | 10 | 8  | 69 — 71 = — 2   | 30 |
| 7  | «Волга» (Ульяновск)                | 1:4 0:4  | 3:2 2:5  | 2:4 5:6  | 5:5 3:4 | 3:0 1:3 | 3:3 2:6  |         | 2:1 0:1 | 0:1 1:6 | 2:2 0:1 | 1:0 3:3  | 1:2 4:3  | 9:3 3:2  | 5:2 2:1 | 4:1 6:3  | 11 | 4  | 13 | 73 — 78 = — 5   | 26 |
| 8  | «Водник» (Архангельск)             | 2:6 2:5  | 4:8 0:6  | 0:2 1:9  | 2:1 2:2 | 1:1 2:2 | 3:3 3:4  | 1:0 1:2 |         | 4:2 3:4 | 1:2 3:2 | 2:2 2:5  | 4:2 5:2  | 2:1 3:6  | 6:5 3:5 | 4:1 4:3  | 10 | 5  | 13 | 70 — 93 = — 23  | 25 |
| 9  | «Зоркий» (Красногорск)             | 3:2 1:7  | 2:3 2:3  | 3:5 0:2  | −:+ 1:6 | 1:3 2:2 | 2:2 2:2  | 6:1 1:0 | 4:3 2:4 |         | 3:0 3:4 | 2:0 2:2  | 4:5 0:2  | 6:2 6:2  | 2:2 −:+ | 4:3 4:1  | 10 | 5  | 13 | 68 — 68 = 0     | 25 |
| 10 | «Енисей» (Красноярск)              | 3:6 4:3  | 3:6 1:8  | 3:3 3:2  | 1:1 2:8 | 0:0 1:3 | 3:4 0:5  | 1:0 2:2 | 2:3 2:1 | 4:3 0:3 |         | 1:0 1:3  | 7:3 3:5  | 2:2 2:3  | 5:2 2:3 | 5:3 3:3  | 9  | 6  | 13 | 66 — 88 = — 22  | 24 |
| 11 | «Локомотив» (Иркутск)              | 4:10 1:5 | 0:4 4:4  | 2:3 1:13 | 2:1 2:4 | 6:2 2:3 | 3:4 1:1  | 3:3 0:1 | 5:2 2:2 | 2:2 0:2 | 3:1 0:1 |          | 5:0 2:7  | 1:1 2:6  | 3:2 0:1 | 9:2 6:2  | 8  | 6  | 14 | 71 — 89 = — 18  | 22 |
| 12 | «Североникель» (Мончегорск)        | 2:10 1:6 | 3:3 3:15 | 2:5 2:9  | 2:2 2:5 | 0:5 2:3 | 3:2 1:4  | 3:4 2:1 | 2:5 2:4 | 2:0 5:4 | 5:3 3:7 | 7:2 0:5  |          | 6:2 1:3  | 3:3 3:7 | 2:4 1:0  | 8  | 3  | 17 | 70 — 123 = — 53 | 19 |
| 13 | «Вымпел» (Калининград)             | 2:4 2:8  | 1:2 2:12 | 1:8 3:4  | 5:2 2:4 | 0:3 1:2 | 3:3 2:1  | 2:3 3:9 | 6:3 1:2 | 2:6 2:6 | 3:2 2:2 | 6:2 1:1  | 3:1 2:6  |          | 1:3 2:4 | 4:1 3:2  | 8  | 3  | 17 | 67 — 106 = — 39 | 19 |
| 14 | «Фили» (Москва)                    | 2:5 1:5  | 2:3 3:4  | 2:9 2:3  | 0:5 1:3 | 1:2 1:2 | 1:3 1:4  | 1:2 2:5 | 5:3 5:6 | +:− 2:2 | 3:2 2:5 | 1:0 2:3  | 7:3 3:3  | 4:2 3:1  |         | 8:1 3:4  | 8  | 2  | 18 | 68 — 90 = — 22  | 18 |
| 15 | «Труд» (Куйбышев)                  | 0:9 0:7  | 1:4 0:5  | 0:3 2:14 | 1:7 2:6 | 2:2 1:4 | 1:1 2:2  | 3:6 1:4 | 3:4 1:4 | 1:4 3:4 | 3:3 3:5 | 2:6 2:9  | 0:1 4:2  | 2:3 1:4  | 4:3 1:8 |          | 2  | 4  | 22 | 46 — 134 = — 88 | 8  |

1. В верхних строках таблицы приведены результаты домашних матчей, а в нижних — результаты игр на выезде.
2. Результаты матчей «Зоркий» (Красногорск) − «Динамо» (Алма-Ата) 3:3 и «Фили» (Москва) − «Зоркий» (Красногорск) 2:4 аннулированы из-за участия в составе команды «Зоркий» (Красногорск) дисквалифицированного игрока Юрия Афанасьева. Команде Красногорска в этих играх зачтены поражения, а командам «Динамо» (Алма-Ата) и «Фили» (Москва), соответственно, победы.

## Итоговая таблица чемпионата
| Команда                               | И  | В  | Н  | П  | М      | О  |
| ------------------------------------- | -- | -- | -- | -- | ------ | -- |
| 1. «Динамо» (Москва)                  | 28 | 23 | 1  | 4  | 154:55 | 47 |
| 2. СКА (Хабаровск)                    | 28 | 20 | 2  | 6  | 129:62 | 42 |
| 3. СКА (Свердловск)                   | 28 | 20 | 2  | 6  | 131:61 | 42 |
| 4. «Динамо» (Алма-Ата)                | 28 | 16 | 5  | 7  | 98:63  | 37 |
| 5. «Шахтёр» (Кемерово)                | 28 | 15 | 6  | 7  | 60:59  | 36 |
| 6. «Уральский трубник» (Первоуральск) | 28 | 10 | 10 | 8  | 69:71  | 30 |
| 7. «Волга» (Ульяновск)                | 28 | 11 | 4  | 13 | 73:78  | 26 |
| 8. «Водник» (Архангельск)             | 28 | 10 | 5  | 13 | 70:93  | 25 |
| 9. «Зоркий» (Красногорск)             | 28 | 10 | 5  | 13 | 68:68  | 25 |
| 10. «Енисей» (Красноярск)             | 28 | 9  | 6  | 13 | 66:88  | 24 |
| 11. «Локомотив» (Иркутск)             | 28 | 8  | 6  | 14 | 71:89  | 22 |
| 12. «Североникель» (Мончегорск)       | 28 | 8  | 3  | 17 | 70:123 | 19 |
| 13. «Вымпел» (Калининград)            | 28 | 8  | 3  | 17 | 67:106 | 19 |
| 14. «Фили» (Москва)                   | 28 | 8  | 2  | 18 | 68:90  | 18 |
| 15. «Труд» (Куйбышев)                 | 28 | 2  | 4  | 22 | 46:134 | 8  |

## Составы команд и авторы забитых мячей
Чемпионы СССР
- 1. «Динамо» (Москва) (18 игроков): Юрий Шальнов (24; −37), Геннадий Шишков (12; −18) — Виталий Данилов (23; 0), Виктор Рыбин (25; 4), Николай Соловьёв (15; 0), Юрий Шорин (25; 2), Евгений Герасимов (26; 10), Евгений Горбачёв (26; 5), Анатолий Мосягин (22; 3), Владимир Плавунов (21; 0), Вячеслав Соловьёв (27; 12), Георгий Канарейкин (27; 17), Юрий Лизавин (27; 35), Валерий Маслов (28; 37), Анатолий Рушкин (19; 22). В составе команды выступали также Михаил Осинцев (10; 7), Леонид Палладий (9; 0), Сергей Лапин (3; 0).

Серебряные призёры
- 2. СКА (Хабаровск) (21 игрок): Валерий Косс (18), Анатолий Лутков (25; 1) — Олег Биктогиров (26; 1), Юрий Гаврилов (12; 0), Сергей Кузнецов (27; 0), Борис Малявкин (11; 1), Владимир Михеев (19; 0), Анатолий Гладилин (23; 1), Владислав Помазкин (22; 3), Анатолий Пульков (12; 6), Владимир Терехов (27; 3), Антанас Толжунас (11; 2), Владимир Башан (28; 43), Владимир Ивашин (19; 19), Александр Комаровский (17; 15), Виталий Пальгунов (23; 3), Анатолий Фролов (14; 10), Михаил Ханин (28; 21). В составе команды выступали также: Сергей Кривоногов (5; 0), Юрий Максимов (3; 0), Виктор Попков (3; 0).

Бронзовые призёры
- 3. СКА (Свердловск) (20 игроков): Виктор Замараев (20), Валерий Попков (21) — Юрий Коротков (22; 1), Леонид Павловский (24; 0), Виктор Шеховцов (26; 1), Сергей Васильев (24; 1), Леонид Воронин (25; 3), Николай Дураков (23; 42), Сергей Ермаков (27; 5), Юрий Панченко (27; 1), Валентин Хардин (27; 4), Владимир Денисов (19; 11), Александр Измоденов (24; 19), Владимир Ордин (26; 9), Владимир Тарасевич (25; 19), Александр Хайдуков (24; 10). В составе команды выступали также Валентин Атаманычев (2; 0), Валерий Эйхвальд (7; 5), Юрий Леванов (1; 0), Владимир Ульянов (1; 0).

- 4. «Динамо» (Алма-Ата) (17 игроков): Юрий Жабин (17), Александр Иордан (16) — Владимир Алексеев (25; 4), Яков Апельганец (26; 1), Валерий Бочков (27; 25), Юрий Варзин (27; 31), Юрий Дедюхин (15; 0), Вячеслав Ильин (26; 3), Александр Ионкин (24; 11), Геннадий Конев (26; 1), Геннадий Любченко (26; 0), Вячеслав Панёв (25; 0), Борис Третьяков (24; 1), Борис Чехлыстов (27; 21). В составе команды также выступали Павел Коновалов (7; 0), Юрий Минин (11; 0) и Анатолий Соколов (6; 0).

- 5. «Шахтёр» (Кемерово) (18 игроков): Владимир Краев (28), Юрий Саломатов (3) — Владимир Балаганский (27; 7), Виктор Баянов (26; 8), Виктор Бурдыгин (25; 2), Владимир Евтушенко (19; 1), Виктор Жданов (26; 0), Валерий Журавлёв (24; 1), Анатолий Измаденов (27; 1), Анатолий Карпунин (19; 0), Владимир Коровин (27; 1), Александр Куземчик (22; 7), Александр Родионов (25; 5), Геннадий Савельев (26; 25), Анатолий Трегубов (21; 0), Александр Юношев (23; 1). В команде также выступали Альберт Большаков (11; 1) и Валерий Рябченко (3; 0).

- 6. «Уральский трубник» (Первоуральск) (18 игроков): Геннадий Михайловских (3), Юрий Школьный (28) — Юрий Герасимов (15; 0), Владимир Дементьев (21; 10), Виктор Дёмин (24; 0), Владимир Ежов (19; 6), Евгений Злоказов (19; 2), Евгений Измоденов (27; 21), Геннадий Кондаков (23; 5), Вольдемар Май (19; 8), Юрий Макеев (28; 4), Владимир Мозговой (27; 2), Николай Перфильев (27; 2), Александр Пузырёв (28; 4), Александр Рыбаков (25; 5). В команде также выступали Александр Сивков (6; 0), Владимир Скуридин (6; 0) и Виктор Шмарков (3; 0).

- 7. «Волга» (Ульяновск) (22 игрока): Леонард Мухаметзянов (25) — Виталий Агуреев (23; 0), Евгений Агуреев (19; 2), Николай Афанасенко (16; 12), Алексей Бутузов (24; 18), Лев Гаврилов (16; 1), Алексей Горин (24; 0), Вячеслав Дорофеев (18; 6), Борис Кияйкин (27; 2), Владимир Куров (27; 11), Владимир Масленников (22; 0), Владимир Монахов (21; 16), Геннадий Перфильев (22; 0), Олег Плотников (27; 1), Михаил Тонеев (25; 1). В составе команды также выступали Евгений Кирсанов (1; 0), Вячеслав Лампеев (4; 0), Виктор Солдатов (5; 1), Михаил Фокин (8; 2), Эдуард Эдукарьянц (6; 0) и вратари Пётр Нестеров (3) и Амир Хайруллин (3).

- 8. «Водник» (Архангельск) (18 игроков): Виталий Сандул (25), Владимир Трушев (9) — Виктор Грайм (24; 0), Валерий Кашкарёв (26; 0), Вячеслав Малахов (25; 2), Леонид Марков (26; 11), Александр Матвеев (20; 0), Роберт Овчинников (27; 0), Николай Парфёнов (26; 0), Алексей Попов (24; 13), Сергей Семёнов (28; 23), Александр Скирденко (23; 0), Борис Скрынник (20; 1), Александр Сухондяевский (24; 8), Евгений Юшманов (26; 11). В команде также выступали Александр Митричев (11; 1), Виталий Петровский (11; 0) и Сергей Пятлин (13; 0).

- 9. «Зоркий» (Красногорск) (19 игроков): Владимир Болденко (6), Валерий Мозгов (22) — Юрий Афанасьев (19; 0), Олег Горбунов (25; 1), Виктор Маркин (23; 2), Дмитрий Морозов (24; 0), Валерий Мухортов (26; 11), Евгений Папугин (25; 24), Юрий Парыгин (24; 4), Юрий Петров (25; 15), Николай Чегодаев (25; 4), Владимир Янко (25; 5). В составе команды также выступали Фёдор Базаев (12; 1), Владимир Богацкий (4; 1), Александр Гуляев (6; 0), Виктор Ерёмин (11; 0), Евгений Коростелёв (6; 0), Николай Лебедев (2; 0) и Владимир Новаковский (6; 0).

- 10. «Енисей» (Красноярск) (22 игрока): Юрий Ляпин (18), Геннадий Почекутов (14) — Владимир Артёмов (28; 31), Борис Бутусин (25; 0), Владимир Вишнневский (27; 0), Владимир Жилионис (17; 0), Алексей Зорин (25; 0), Владимир Игумнов (25; 4), Евгений Каштанов (21; 2), Владимир Куманёв (15; 0), Виталий Лазицкий (26; 0), Юрий Непомнющий (25; 7), Геннадий Преловский (22; 0), Владимир Прокошин (20; 0), Владимир Савченко (15; 0), Валерий Селиванов (23; 9), Владимир Юдин (23; 8). В команде также выступали Александр Гурин (1; 0), Владимир Гуртовой (6; 2), Константин Колесов (1; 0), Константин Крюков (3; 1) и Виктор Ломанов (1; 1). 1 мяч в свои ворота забил Евгений Горбачёв «Динамо» (Москва).

- 11. «Локомотив» (Иркутск) (18 игроков): Виктор Елизаров (22), Геннадий Кривощёков (11) — Всеволод Белый (19; 0), Игорь Грек (17; 0), Анатолий Данилов (20; 0), Олег Катин (26; 2), Валентин Клименко (22; 6), Олег Михалёв (19; 1), Александр Найданов (28; 24), Геннадий Почебут (24; 6), Иннокентий Протасов (25; 1), Александр Рыбин (21; 3), Олег Суставов (27; 5), Анатолий Терентьев (28; 16), Игорь Хандаев (27; 4), Александр Шулепов (25; 0). В команде также выступали Александр Комаровский (3; 2) и Валерий Чухлов (6; 0). 1 мяч в свои ворота забил Борис Бутусин «Енисей» (Красноярск).

- 12. «Североникель» (Мончегорск) (21 игрок): Геннадий Зотин (26), Валерий Кононов (10) — Николай Афонин (27; 0), Владимир Гордеев (14; 0), Валерий Горшков (24; 0), Евгений Дергачёв (28; 18), Анатолий Клеймёнов (27; 23), Анатолий Козлов (5; 2), Анатолий Кулёв (26; 6), Валерий Макаров (28; 2), Виктор Осокин (19; 0), Евгений Павлюченков (27; 3), Валерий Полодухин (26; 2), Сергей Тепляков (22; 6), Юрий Ульянов (27; 4). В команде также выступали Сергей Алабин (4; 0), Сергей Горбач (8; 0), И. Ивонин (1; 0), Валерий Рылеев (7; 4), Иван Савельев (4; 0) и Николай Фигурин (7; 0).

- 13. «Вымпел» (Калининград) (22 игрока): Виктор Громаков (23), Александр Тареев (6) — Евгений Данилов (21; 0), Михаил Девишев (28; 8), Валерий Карпихин (24; 0), Леонид Кондратьев (25; 6), Евгений Косоруков (27; 4), Валентин Кучин (26; 10), Юрий Лагош (28; 22), Владимир Маркин (22; 5), Вячеслав Петров (23; 1), Николай Солодов (15; 2), Виктор Стариков (24; 8), Борис Умрихин (23; 1), Николай Черноусов (24; 0). В команде также выступали Виктор Баранников (4; 0), Сергей Баранников (2; 0), Владимир Барсуков (6; 0), Владимир Веретенцев (2; 0), Виктор Иевлев (7; 0), Александр Шуешкин (3; 0) и вратарь Евгений Цыплятников (1).

- 14. «Фили» (Москва) (21 игрок): Анатолий Калинин (16), Владимир Чистов (10) — Виктор Аносов (21; 2), Евгений Базаров (21; 5), Виктор Ветчинов (26; 1), Сергей Дьяконов (19; 1), Леонид Касаткин (26; 2), Борис Княжев (24; 3), Анатолий Кузнецов (23; 2), Евгений Манкос (25; 21), Виктор Мартынов (19; 0), Владимир Перепелов (27; 20), Владимир Полковников (26; 3), Геннадий Шахманов (20; 4). В команде также выступали Эдуард Августинович (5; 0), Евгений Богомазов (13; 0), В. Лисенков (4; 0), Михаил Осинцев (3; 3), Владимир Фролов (6; 1), Владимир Яновский (9; 0) и вратарь Владимир Пахомов (6).

- 15. «Труд» (Куйбышев) (21 игрок): Владимир Ефимов (28), Анатолий Ивлиев (7) — Геннадий Александров (28; 4), Юрий Артемьев (24; 2), Александр Башлыков (27; 2), Виктор Бондарев (14; 5), Вениамин Голушков (24; 1), Владимир Ивлиев (18; 0), Геннадий Казаков (27; 8), Владимир Канавин (14; 0), Владимир Куликов (20; 3), Анатолий Лобанов (19; 8), Анатолий Миронов (24; 0), Юрий Нуйкин (27; 0), Анатолий Персиянцев (24; 4), Анатолий Филонов (26; 8). В команде также выступали Владимир Алексеев (4; 0), Николай Варфоломеев (4; 0), Виктор Пугачёв (10; 1), Георгий Столбовой (4; 0) и Владимир Филимонов (7; 0).

Лучший бомбардир — Владимир Башан, СКА (Хабаровск) — 43 мяча.
По итогам сезона определён список 22 лучших игроков.

## Вторая группа класса «А»
Соревнования прошли с 6 декабря 1969 по 15 марта 1970 года. На предварительном этапе 29 команд, разбитые на пять подгрупп в четырёхкруговых турнирах с разъездами определили победителей. В полуфинал выходили по две лучшие команды из 1-4 подгрупп, и победитель пятой подгруппы.

### Первая подгруппа
| М | Команда                      | 1               | 2               | 3               | 4               | 5               | 6               | В  | Н | П  | Мячи           | О  |
| - | ---------------------------- | --------------- | --------------- | --------------- | --------------- | --------------- | --------------- | -- | - | -- | -------------- | -- |
| 1 | «Сыктывкарстрой» (Сыктывкар) |                 | 3:0 5:3 3:4 2:5 | 3:1 4:0 3:2 1:2 | 0:1 4:2 2:4 1:3 | 4:0 8:1 6:0 1:1 | 2:0 4:0 3:1 4:2 | 13 | 1 | 5  | 63 — 32 = + 31 | 27 |
| 2 | «Труд» (Курск)               | 4:3 5:2 0:3 3:5 |                 | 5:3 1:0 2:2 1:3 | 2:1 2:3 3:2 0:3 | 4:3 4:3 2:4 1:1 | 4:3 3:2 2:2 2:1 | 11 | 3 | 6  | 50 — 49 = + 1  | 25 |
| 3 | «Север» (Северодвинск)       | 2:3 2:1 1:3 0:4 | 2:2 3:1 3:5 0:1 |                 | 3:0 3:2 2:4 5:3 | 3:3 4:3 1:1 7:3 | 4:2 5:4 3:2 2:3 | 10 | 3 | 7  | 55 — 50 = + 5  | 23 |
| 4 | «Красная заря» (Ленинград)   | 4:2 3:1 1:0 2:4 | 2:3 3:0 1:2 3:2 | 4:2 3:5 0:3 2:3 |                 | 5:1 2:0 1:1 1:2 | 2:1 2:2 3:2 1:5 | 10 | 2 | 8  | 45 — 41 = + 4  | 22 |
| 5 | «Сатурн» (Рыбинск)           | 0:6 1:1 0:4 1:8 | 4:2 1:1 3:4 3:4 | 1:1 3:7 3:3 3:4 | 1:1 2:1 1:5 0:2 |                 | 4:3 6:2 1:4 2:3 | 4  | 5 | 11 | 40 — 66 = — 26 | 13 |
| 6 | «Металлист» (Калининград)    | 1:3 2:4 0:2 0:4 | 2:2 1:2 3:4 2:3 | 2:3 3:2 2:4 4:5 | 2:3 5:1 1:2 2:2 | 4:1 3:2 3:4 2:6 |                 | 4  | 2 | 14 | 44 — 59 = — 15 | 10 |

### Вторая подгруппа
| М | Команда                     | 1                | 2               | 3               | 4                | 5               | 6               | В  | Н | П  | Мячи           | О  |
| - | --------------------------- | ---------------- | --------------- | --------------- | ---------------- | --------------- | --------------- | -- | - | -- | -------------- | -- |
| 1 | «Торпедо» (Сызрань)         |                  | 2:1 2:5 3:5 2:3 | 1:0 2:3 2:3 3:2 | 4:0 10:1 4:1 6:1 | 5:1 8:2 2:1 7:2 | 2:0 4:0 5:1 4:1 | 15 | 0 | 6  | 78 — 33 = + 36 | 30 |
| 2 | «Старт» (Горький)           | 5:3 3:2 1:2 5:2  |                 | 3:0 4:1 1:4 2:1 | 3:0 2:6 2:3 4:4  | 8:4 3:3 5:7 6:2 | 8:3 2:1 3:3 4:3 | 12 | 3 | 5  | 74 — 54 = + 20 | 27 |
| 3 | «Ракета» (Казань)           | 3:2 2:3 0:1 3:2  | 4:1 1:2 0:3 1:4 |                 | 4:2 3:1 1:5 0:3  | 4:2 3:2 5:2 2:5 | 3:1 4:0 3:6 2:3 | 10 | 0 | 10 | 48 — 50 = — 2  | 20 |
| 4 | «Локомотив» (Оренбург)      | 1:4 1:6 0:4 1:10 | 3:2 4:4 0:3 6:2 | 5:1 3:0 2:4 1:3 |                  | 3:2 7:1 3:3 2:2 | 3:4 3:2 1:1 2:4 | 7  | 4 | 9  | 51 — 62 = — 11 | 18 |
| 5 | «Нефтяник» (Новокуйбышевск) | 1:2 2:7 1:5 2:8  | 7:5 2:6 4:8 3:3 | 2:5 5:2 2:4 2:3 | 3:3 2:2 2:3 1:7  |                 | 3:2 5:1 3:1 2:0 | 6  | 3 | 11 | 54 — 77 = — 23 | 15 |
| 6 | «Труд» (Краснотурьинск)     | 1:5 1:4 0:2 0:4  | 3:3 3:4 3:8 1:2 | 6:3 3:2 1:3 0:4 | 1:1 4:2 4:3 2:3  | 1:3 0:2 2:3 1:5 |                 | 4  | 2 | 14 | 37 — 66 = — 29 | 10 |

### Третья подгруппа
| М | Команда                     | 1                 | 2               | 3                | 4                | 5                 | В  | Н | П  | Мячи           | О  |
| - | --------------------------- | ----------------- | --------------- | ---------------- | ---------------- | ----------------- | -- | - | -- | -------------- | -- |
| 1 | «Автомобилист» (Караганда)  |                   | 7:2 5:2 4:1 1:1 | 5:2 14:0 0:1 1:1 | 7:0 7:2* 4:3 9:0 | 11:1 10:1 3:2 3:1 | 13 | 2 | 1  | 91 — 20 = + 71 | 28 |
| 2 | «Юность» (Омск)             | 1:4 1:1 2:7 2:5   |                 | 2:4 3:1 3:2 0:1  | 3:0 6:1 4:5 5:4  | 4:1 4:3 4:0 4:3   | 9  | 1 | 6  | 48 — 42 = + 6  | 19 |
| 3 | «Лениногорец» (Лениногорск) | 1:0 1:1 2:5 0:14  | 2:3 1:0 4:2 1:3 |                  | 2:2 5:0 3:5 3:1  | 7:0 3:3 3:1 2:4   | 7  | 3 | 6  | 40 — 44 = — 4  | 17 |
| 4 | «Сибсельмаш» (Новосибирск)  | 3:4 0:9 0:7 2:7*  | 5:4 4:5 0:3 1:6 | 5:3 1:3 2:2 0:5  |                  | 7:2 5:0* 3:8 1:5  | 4  | 1 | 11 | 39 — 73 = — 34 | 9  |
| 5 | «Спартак» (Томск)           | 2:3 1:3 1:11 1:10 | 0:4 3:4 1:4 3:4 | 1:3 4:2 0:7 3:3  | 8:3 5:1 2:7 0:5* |                   | 3  | 1 | 12 | 35 — 74 = — 39 | 7  |

### Четвёртая подгруппа
| М | Команда                       | 1               | 2               | 3               | 4               | 5               |                 | В  | Н | П  | Мячи           | О  |
| - | ----------------------------- | --------------- | --------------- | --------------- | --------------- | --------------- | --------------- | -- | - | -- | -------------- | -- |
| 1 | «Строитель» (Шелехов)         |                 | 7:0 5:5 0:2 3:1 | 4:2 1:1 1:2 1:2 | 4:3 6:1 5:4 2:1 | 7:1 3:0 3:0 5:4 | −:− −:− 2:0 8:0 | 11 | 2 | 3  | 57 — 29 = + 28 | 24 |
| 2 | «Водник» (Усть-Кут)           | 2:0 1:3 0:7 5:5 |                 | 3:2 2:1 0:2 0:4 | 6:2 1:1 2:1 3:3 | 3:1 4:2 4:1 4:0 | −:− −:− 7:0 8:1 | 9  | 3 | 4  | 40 — 35 = + 5  | 21 |
| 3 | «Амур» (Комсомольск-на-Амуре) | 2:1 2:1 2:4 1:1 | 2:0 4:0 2:3 1:2 |                 | 7:1 6:2 2:4 1:6 | 4:0 4:2 2:1 1:2 | −:− −:− −:− −:− | 9  | 1 | 6  | 43 — 30 = + 13 | 19 |
| 4 | «Локомотив» (Могоча)          | 4:5 1:2 3:4 1:6 | 1:2 3:3 2:6 1:1 | 4:2 6:1 1:7 2:6 |                 | 1:4 7:0 7:2 5:6 | −:− −:− 5:4 5:1 | 4  | 2 | 10 | 49 — 57 = — 8  | 10 |
| 5 | «Металлург» (Братск)          | 0:3 4:5 1:7 0:3 | 1:4 0:4 1:3 2:4 | 1:2 2:1 0:4 2:4 | 2:7 6:5 4:1 0:7 |                 | −:− −:− 4:3 2:1 | 3  | 0 | 13 | 26 — 64 = — 38 | 6  |
|   | «Локомотив» (Свободный)       | 0:2 0:8 −:− −:− | 0:7 1:8 −:− −:− | −:− −:− −:− −:− | 4:5 1:5 −:− −:− | 3:4 1:2 −:− −:− |                 | 0  | 0 | 8  | 11 — 41 = — 30 | 0  |

- «Локомотив» (Свободный) после 8 проигрышей снялся с соревнований. Его результаты показаны, но не учтены в итогах выступлений команд. Эти результаты выделены курсивом.

### Пятая подгруппа
| М | Команда                  | 1                | 2                | 3               | 4                | 5               | 6                | В  | Н | П  | Мячи           | О  |
| - | ------------------------ | ---------------- | ---------------- | --------------- | ---------------- | --------------- | ---------------- | -- | - | -- | -------------- | -- |
| 1 | «Волна» (Ленинград)      |                  | 2:1 7:1 2:1 1:1  | 8:1 3:0 2:3 0:3 | 5:3 8:2 3:1 3:3* | 8:1 7:1 3:3 6:1 | 7:0 5:0 9:1 2:1  | 15 | 3 | 2  | 91 — 27 = + 64 | 33 |
| 2 | «Металлург» (Боровичи)   | 1:2 1:1 1:2 1:7  |                  | 3:1 4:0 2:4 2:1 | 4:2 3:2 3:1 5:5  | 4:1 5:1 2:2 1:1 | 6:1 3:2 1:0 +:−* | 12 | 4 | 4  | 52 — 36 = + 16 | 28 |
| 3 | «Березина» (Бобруйск)    | 3:2 3:0 1:8 0:3  | 4:2 1:2 1:3 0:4  |                 | 4:5 4:3 4:4 0:2  | 6:2 2:0 1:2 2:2 | 5:1 6:1 4:1 7:0  | 10 | 2 | 8  | 58 — 47 = + 11 | 22 |
| 4 | «Балтика» (Рига)         | 1:3 3:3* 3:5 2:8 | 1:3 5:5 2:4 2:3  | 4:4 2:0 5:4 3:4 |                  | 3:1 3:2 2:4 6:3 | 9:1 6:1 нс нс    | 7  | 3 | 8  | 61 — 58 = + 3  | 17 |
| 5 | «Машиностроитель» (Орша) | 3:3 1:6 1:8 1:7  | 2:2 1:1 1:4 1:5  | 2:1 2:2 2:6 0:2 | 4:2 3:6 1:3 2:3  |                 | 1:0 3:0 1:1 4:1  | 5  | 5 | 10 | 36 — 63 = — 27 | 15 |
| 6 | «Авангард» (Буды)        | 1:9 1:2 0:7 0:5  | 0:1 −:+* 1:6 2:3 | 1:4 0:7 1:5 1:6 | нс нс 1:9 1:6    | 1:1 1:4 0:1 0:3 |                  | 0  | 1 | 17 | 12 — 79 = — 67 | 1  |

- Матчи «Авангард» − «Портовик» не состоялись.

### Первый полуфинал
Команды играли в Сызрани.
| М | Команда                      | 1   | 2   | 3   | 4   | В | Н | П | Мячи         | О |
| - | ---------------------------- | --- | --- | --- | --- | - | - | - | ------------ | - |
| 1 | «Торпедо» (Сызрань)          |     | 3:0 | 1:1 | 4:0 | 2 | 1 | 0 | 8 — 1 = + 7  | 5 |
| 2 | «Сыктывкарстрой» (Сыктывкар) | 0:3 |     | 6:3 | 6:1 | 2 | 0 | 1 | 12 — 7 = + 5 | 4 |
| 3 | «Труд» (Курск)               | 1:1 | 3:6 |     | 3:3 | 0 | 2 | 1 | 7 — 10 = — 3 | 2 |
| 4 | «Волна» (Ленинград)          | 0:4 | 1:6 | 3:3 |     | 0 | 1 | 2 | 4 — 13 = — 9 | 1 |

### Второй полуфинал
Команды играли в Караганде.
| М | Команда                    | 1   | 2   | 3   | 4   | 5   | В | Н | П | Мячи          | О |
| - | -------------------------- | --- | --- | --- | --- | --- | - | - | - | ------------- | - |
| 1 | «Автомобилист» (Караганда) |     | 5:2 | 5:1 | 5:3 | 6:1 | 4 | 0 | 0 | 21 — 7 = + 14 | 8 |
| 2 | «Старт» (Горький)          | 2:5 |     | 7:5 | 2:1 | 3:1 | 3 | 0 | 1 | 14 — 12 = + 2 | 6 |
| 3 | «Водник» (Усть-Кут)        | 1:5 | 5:7 |     | 2:5 | 9:2 | 1 | 0 | 3 | 17 — 19 = — 2 | 2 |
| 4 | «Юность» (Омск)            | 3:5 | 1:2 | 5:2 |     | 0:1 | 1 | 0 | 3 | 9 — 10 = — 1  | 2 |
| 5 | «Строитель» (Шелехов)      | 1:6 | 1:3 | 2:9 | 1:0 |     | 1 | 0 | 3 | 5 — 18 = — 13 | 2 |

### Финал
Команды играли в Сыктывкаре.
| М | Команда                      | 1   | 2   | 3   | 4   | В | Н | П | Мячи          | О |
| - | ---------------------------- | --- | --- | --- | --- | - | - | - | ------------- | - |
| 1 | «Автомобилист» (Караганда)   |     | 1:1 | 4:0 | 7:0 | 2 | 1 | 0 | 12 — 1 = + 11 | 6 |
| 2 | «Сыктывкарстрой» (Сыктывкар) | 1:1 |     | 6:4 | 2:4 | 1 | 1 | 1 | 9 — 9 = 0     | 3 |
| 3 | «Старт» (Горький)            | 0:4 | 4:6 |     | 5:4 | 1 | 0 | 2 | 9 — 14 = — 5  | 2 |
| 4 | «Торпедо» (Сызрань)          | 0:7 | 4:2 | 4:5 |     | 1 | 0 | 2 | 8 — 14 = — 6  | 2 |

- «Автомобилист» (Караганда) (18 игроков): Аркадий Чёрный (23), Пётр Черней (8) — Юрий Блохин (23; 8), Владислав Ермолов (23; 6), Юрий Акищев (22; 6), Тастанбек Аринов (22), Геннадий Баданин (22), Виктор Зуев (22; 11), Анатолий Малышкин (22; 2), Геннадий Корчагин (21; 26), Иван Раков (21; 13), В. Паршин (19; 9), Борис Хандаев (19; 6), Игорь Грицаев (18; 2), Анатолий Акищев (18), Сергей Слепов (18; 30), Михаил Орлов (6), В. Тупицын (2). Команда завоевала путёвку в Первую группу класса «А».

В этом сезоне соревнования в классе «Б» не проводились, и звание Чемпиона РСФСР не разыгрывалось.